# Renaissance Sportive de Berkane
Renaissance Sportive de Berkane, kortgevat RS Berkane, is een Marokkaanse sportclub gevestigd in Berkane, Marokko. De club werd in 1938 opgericht onder een andere naam, maar kent sinds 2018 haar gloriejaren en won sindsdien driemaal de Moroccan Throne Cup, tweemaal de CAF Confederation Cup, eenmaal de CAF Super Cup en werd in 2025 voor het eerst in de geschiedenis landskampioen.

## Geschiedenis
De club werd opgericht in 1938 onder de naam Association Sportive de Berkane. In 1953 werd de club  'Union Sportive Musulmane de Berkane'  genoemd.
In 1966 werd het omgedoopt tot  'Union Sportive de Berkane'  en in hetzelfde jaar werd een nieuwe club opgericht onder de naam   Chabab Riadhi de Berkane .
In 1971 fuseerden beide teams om Renaissance Sportive de Berkane (Nahdat Berkane) te maken. Deze fusie was gunstig voor de club, die toegang heeft tot de 1e divisie in 1977-1978.
In 1983 werd het voetbalteam van Berkane tweede in de  Botola Pro 2, wat leidde tot promotie naar de Botola Pro. In 1987 werd de finale om de Coupe du Trône gehaald. Naast voetbal heeft RSB Berkane ook een handbal- en basketbalafdeling. 
In het seizoen 2018/19 wist RSB Berkane de Coupe du Trône te winnen. De club wist in het seizoen 2019/20 de CAF Confederation Cup te winnen na een 0–1 zege op Pyramids FC uit Egypte.  
In het seizoen 2021/22 werd opnieuw de CAF Confederation Cup gewonnen door het Zuid-Afrikaanse Orlando Pirates in de finale te verslaan. 
Datzelfde seizoen werd voor het eerst in de clubhistorie de CAF Super Cup gewonnen door CAF Champions League-winnaar Wydad AC te verslaan.

## Erelijst
Nationaal
- Botola Pro: 2024/25
- Coupe du Trône: 2018, 2021, 2022

Continentaal
- CAF Confederation Cup: 2020, 2022
- CAF Super Cup: 2022

## Bekende (oud-)spelers
- Ayoub El Kaabi
- Munir Mohand Mohamedi

## (Oud-)trainers
- Bertrand Marchand (2012–2013)
- Umberto Barberis (2013)
- Youssef Lemrini (2013–2017)
- Mounir Jaouani (2017–2018)
- Tarik Sektioui (2018-2021)